# کداک ایزی‌شر سی۳۳۰
کداک ایزی‌شر سی۳۳۰ (به انگلیسی: Kodak EasyShare C330) یک دوربین عکاسی ساخت شرکت کداک است.